# Français régional de Touraine
Pour les articles homonymes, voir Tourangeau.

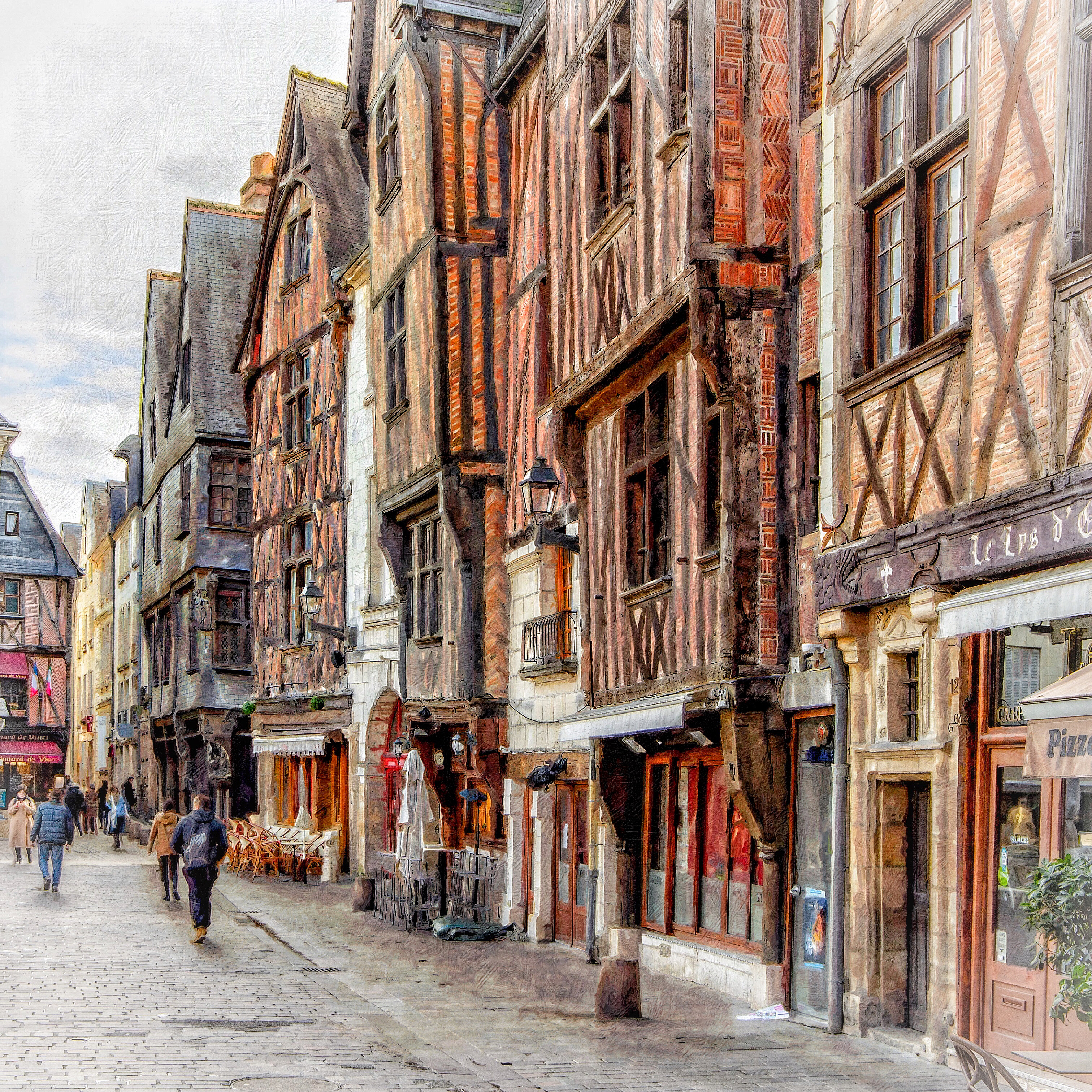
La Place Plumereau à Tours, représentation d'artiste.

Le français régional de Touraine, plus couramment dit tourangeau, est la façon traditionnelle de parler le français dans cette région. En effet, si la Touraine a été, et est encore, réputée pour « son beau parler », on y rencontre comme partout en France des usages particuliers de la langue et des mots ainsi qu'un accent particulier, bien que celui-ci tende à disparaître progressivement depuis la fin du XXe siècle. Cet accent, par ses caractéristiques mêmes, a participé de la bonne réputation du français de cette région.
Cette bonne réputation du français parlé en Touraine est fort ancienne et certainement liée, entre autres, aux fréquents séjours qu'y firent les rois de France. Ainsi, dès le XVIe siècle, Rabelais se fait l'écho de cette réputation, comme en témoignent ces échanges entre Pantagruel et Panurge :
- «- Dea, mon amy, dist Pantagruel, ne sçavez-vous parler François ?
- - Si faictz très bien, seigneur, respondit le  compaignon ; Dieu mercy. C'est ma langue naturelle et  maternelle, car je suis né et ay esté nourry jeune au jardin de France, c'est Touraine.» (Pantagruel, IX).

Les guides ou itinéraires à destination des étrangers séjournant en France se sont fait l'écho de cette réputation. Au début du XVIIe siècle, un jeune étudiant allemand Johan Zinzerling publie en 1616 le récit en latin de son voyage en France, Itinerarium Galliae, sous le nom de Jodocus Sincerus. Voici ce qu'il dit du parler du Val de Loire, de Blois à Tours :
- «Le français que l'on parle en ce pays est extrêmement pur, non seulement en ville mais dans la campagne et les bourgs voisins. Maupas l'enseigne aux étrangers et tout le monde lui accorde la palme en ce domaine.» (cité par Gelly 1984, p. 1013-1014)

Le linguiste Maurice Davau a étudié en détail la prononciation du français de Touraine ainsi que les tournures, le vocabulaire et les autres particularités du parler local. Son ouvrage Le vieux parler tourangeau, publié en 1979, est une autorité en la matière. De même, le folkloriste tourangeau Jacques-Marie Rougé a étudié le parler local au début du XXe siècle, et a publié un glossaire dans son « Folklore de la Touraine » en 1931.
source : Jean-Pascal Simon, Marie-Rose Simoni-Aurembou (1995 : 8-9).

## Caractéristiques générales
Comme de nombreux parlers d'oïl du nord-ouest de la France, le pronom elle est régulièrement prononcé a', le pronom il est réduit en i', le pronoms nous est souvent remplacé par je (je sommes, je voyons, je nous sommes vus etc. - cette particularité est très ancienne et se trouve déjà chez Molière), certaines conjugaisons changent quelque peu (je vas au lieu de je vais par exemple) et les mots finissant en -eau sont prononcés et parfois notés -iau (voire -ieu) et la diphtongue oi est prononcée et parfois notée oé/oué.
En outre, le parler tourangeau comporte des caractéristiques distinctives très nettes : une des particularités de l'accent tourangeau est le maintien à la prononciation de plusieurs consonnes devenues complètement muettes en français en fin de mot : ainsi, -s (seulement précédé d'une voyelle) et -x seront prononcés par un léger -y (/j/) : il est heureux se dira i' é hureuy, j'éteins la lumière se dira j'étiny la leümié'e, etc. Le mot gens, quant à lui, est prononcé genss' (voir sections plus bas pour plus de détails sur la prononciation du français tourangeau).
De même, le -t final dans la plupart des mots (les exceptions étant, grosso modo, les mots finissant par -rt ou -nt, comme part ou pont, ainsi que les verbes conjugués au présent), le -t final est cependant toujours prononcé à la troisième personne de l'imparfait et au conditionnel : on prononce « il dit » i di mais « il disait » se prononce i dizétt' et « il dirait » se prononce i dirétt'), un trait qu'il a sans doute participé à léguer au parler québécois. Cette particularité de la prononciation s'accompagne parfois de l'ajout d'un -t "impur" à des mots qui n'en contiennent originellement pas (ainsi, « quoi » devient kwɛt ).
t :
| Forme écrite            | Prononciation tourangelle |
| ----------------------- | ------------------------- |
| je vas au lit           | [ʒ‿va o lit]              |
| tout le temps           | [tut‿lə tɑ̃]               |
| ça serait bien          | [sa sʁɛt bɛ̃]              |
| il était beau           | [i‿tɛt bjo]               |
| elle dit ce qu'il a dit | [a‿di s‿kj‿a dit]         |
| moi aussi               | [mwe osit]                |
| quoi ?                  | [kwɛt]                    |
| il a fait peur aux gens | [i‿a fɛt pœʁ o ʒɑ̃s]       |

En français de Touraine, comme dans d'autres régions du domaine d'oïl, lorsqu'une personne ne sait pas si elle doit tutoyer son interlocuteur ou le vouvoyer, elle lui parle à la 3e personne du singulier.

## Prononciation tourangelle
L'accent traditionnel du français de Touraine consiste en une façon caractéristique de prononcer le français dans cette région, à la manière dont l'accent québécois consiste en une façon caractéristique de prononcer le français au Québec. Voici, dans le détail, les particularités de cet accent :

### Voyelles
Contrairement au français parisien, le français tourangeau traditionnel - tout comme encore le français québécois - fait la différence entre les voyelles brèves et les voyelles longues.

#### A
La voyelle a peut être soit ouverte et brève, soit fermée et longue.
A ouvert et bref, comme en français le plus courant, se trouve dans :
- la plupart des mots où il l'est en français : vache, chasse, date etc.
- les mots terminés en -at (le -t final est quasiment toujours prononcé en tourangeau : chat (prononcé chatt'), rat (prononcé ratt'), plat (prononcé platt') etc.
- dans les mots en -ail, comme en français parisien : travail etc.

A fermé et long (c'est-à-dire le son â dans pâte prononcé avec emphase). On le trouve dans :
- les mots où il l'est également dans l'accent parisien, c'est-à-dire ceux présentant un accent circonflexe : âne, théâtre, crâne, âme, pâte etc.
- les mots en -aille : mangeaille (prononcé mangeâille), accordailles (prononcé accordâilles) etc.

On trouve cependant quelques cas où un a est prononcé très différemment en tourangeau :
- il est prononcé -an- dans gagner (prononcé gangner), animal (prononcé an-nimal) et damner (prononcé dan-ner) ;
- il est prononcé o dans : armoire (prononcé ormoué'e), maman (prononcé moman), ajonc (prononcé ôjon), papa (prononcé popa) ;
- le verbe entamer se présente fréquemment sous la forme entoumer en Touraine.

| Forme écrite | Prononciation tourangelle |
| ------------ | ------------------------- |
| chat         | [ʃat]                     |
| dégât        | [degɑt]                   |
| auvergnat    | [ovæʁɲat], [øvæʁɲat]      |
| mangeaille   | [mɑ̃ʒɑj]                   |
| gagner       | [gɑ̃ɲe]                    |

#### E
La voyelle e (comme dans chenil) présente les prononciations particulières suivantes en tourangeau :
- elle s'élide dans des cas où elle ne l'est pas dans l'accent parisien : debout est prononcé [dbut], pelote est prononcé [plɔt], repentir est prononcé [ʁpɑ̃ti].
- généralement, il existe une double prononciation suivant la place du mot dans la phrase : l'e s'élide lorsqu'il est précédé d'une syllabe ouverte, ou bien il est renforcé à l'oral en devenant /e/ (é bref) quand la syllabe qui le précède est fermée : je cherche mon chemin est prononcé [ʒ ʃːaʁʃ mɔ̃ ʃmɛ̃] mais je me suis trompé de chemin se prononce [ʒme se tʁɔ̃pe d ʃemɛ̃], il doit venir se dit [i dwe vni] ; mais il a écrit qu'il allait venir se prononce [j‿a ekʁit kj‿alɛt vni].

| Forme écrite | Prononciation tourangelle |
| ------------ | ------------------------- |
| venir        | [vni]                     |
| repentir     | [ʁpɑ̃ti]                   |
| chenil       | [ʃni]                     |
| obtenir      | [ɔpteni]                  |
| abstenir     | [asteni]                  |

##### Eu ouvert
C'est le son eu dans épagneul, il est souvent suivi d'une consonne, autrement, en fin de mot, il est prononcé fermé (voir point suivant). Cette voyelle est globalement prononcée comme en français parisien, on note cependant quelques différences :
- comme c'était la règle autrefois en français, le parler tourangeau ne prononce pas les -r finaux dans tous les mots terminés par le suffixe -eur, la prononciation est donc systématiquement -eu, ce qui fait parfois écrire à certains auteurs patoisants ces mots en -eux [ø] (bien que cette dernière terminaison ait en tourangeau une prononciation plus proche de -euy) : mangeur est prononcé [mɑ̃ʒø], acheteur est prononcé [aʃtø], dormeur est prononcé [dɔʁmø], cultivateur est prononcé '[kɥiltivatø], acteur est prononcé [aktø], etc.
- le pluriel de tous les noms en -eur est prononcé [œj], ce léger son -y est un reste de prononciation de l'ancien -s du pluriel, beaucoup de mots tourangeaux finissant en -s ou en -x voient ces deux consonnes prononcées par ce léger son de -y- (/j/, voir sections sur la lettre S et sur la lettre X pour plus d'explications) : un mangeur et des mangeurs se dit [œ̃ mɑ̃gø e de mɑ̃ʒœj], un seigneur et des seigneurs se prononce [œ̃ seɳø e de seɳœj], un acteur et des acteurs se dit [œ̃n‿aktø e dez‿aktœj] etc. etc.
- les mots œuf et bœuf peuvent être prononcé [ø] et [bø], bien que les prononciations les plus courantes soient [œf] et [bœf] comme en français parisien (voir la section sur la lettre F) ;
- le verbe cueillir et tous ses dérivés (accueillir, cueillette etc.) se prononcent [kɥiji-] ; de même, bleu et heureux sont prononcés [bly] et [yʁœj];
- quelques mots finissants en -eul  en français parisien prennent une forme en -ou, et doivent donc changer d'orthographe : filleul devient [fiju], ligneul devient [liɲu] (cependant, aïeul reste inchangé).

| Forme écrite | Prononciation tourangelle |
| ------------ | ------------------------- |
| chercheur    | [ʃæʁʃø]                   |
| calculateur  | [kæʁkɥilatø]              |
| bonheur      | [bɔnø]                    |
| rigueur      | [ʁigjø]                   |
| profondeur   | [pʁɔfɔ̃dø], [pɔʁfɔ̃dø]      |

##### Eu fermé
C'est le son eu dans glorieux. Cette voyelle est globalement prononcée comme en français parisien. On note cependant que :
- les adjectifs terminés en -eux sont prononcés en [œj] (voir section sur la prononciation de S et X finaux) en Touraine, avec un eu fermé.

| Forme écrite | Prononciation tourangelle |
| ------------ | ------------------------- |
| gracieux     | [gʁasjœj]                 |
| merveilleux  | [mæʁvɛjœj]                |
| glorieux     | [gjɔʁjœj]                 |
| chercheurs   | [ʃæʁʃœj]                  |
| calculateurs | [kæʁkjylatœj]             |

##### Le son È ouvert
Omniprésente en français, cette voyelle s'écrit généralement è, ai, ei ou ê ou simplement e selon les cas. Ce son est quasiment constamment prononcé [e] (é fermé) en Touraine. On dira ainsi célèbre se dit [seleb(ʁ)], lait se dit [let], je mène se dit [ʒɘ men] (ou parfois [ʒɘ mœn], voir point ci-dessous), fontaine se dit [fõten], trèfle se dit [tʁrf(l)], veine se prononce [ven], arrière se dit [aʁje(ʁ)ɘ], affaire se dit [afe(ʁ)ɘ], modèle se dit [model], balai se dit [bale], j'ai se dit [ʒ‿e], vrai se dit [vʁe] etc. etc.
- On prononcé ai avec un [eɘ] (é fermé non pas court mais long, comme suivi par un léger e quasiment muet) dans les mots en -aiss- et en -ais- : abaisser se prononce [abeɘse], laisser se prononcer [leɘse] (ce verbe fait je laierai et je laierais au futur et au conditionnel comme en ancien français, également prononcés [ʒɘ leɘre] tous les deux), apaiser se prononce [apeɘze], maison se prononce [meɘzõ], vaisselle se dit [veɘsel] ou [veɘsæl], etc. etc.
- On prononce aî avec ce même [eɘ] fermé long identique au point précédent : maître se prononce [meɘt(ʁ)], naître se dit [neɘt(ʁ)], connaître se prononce [kuneɘt(ʁ)], rafraîchir se dit [ʁafʁeɘʃi]. On notera que ces mots présentaient un -s en ancien français (maistre, naistre etc.), en sorte que, comme pour le point précédent, la prononciation tourangelle en [eɘ] fermé long pour ai apparaît dans les cas où ai est ou a été suivi de la consonne -s par le passé. Ceci explique aussi que quelques rares mots s'écrivant en français avec aî mais n'ayant jamais été suivis d'un -s en ancien français (comme traîner, de trainer en ancien français et non *traisner, ou chaîne, de chaiene et non *chaisne) soient prononcés en Touraine avec un simple [e] fermé court et non un [eɘ] fermé long (traîner se prononce en effet [tʁene] et non [tʁeɘne] et chaîne se prononce [ʃen] et non [ʃeɘn]).
- De la même manière que pour les mots ci-dessus, les mots en ê sont également prononcé avec é fermé long (puisqu'on trouve cet ê bien souvent dans des mots comprenant un -s amuï en ancien français : être pour estre, tête pour teste etc.) : apprêter se dira [apʁeɘte], fêter se dira [feəte], être se dit [eət(ʁ)].
- Toujours pour les mêmes raisons que pour les points précédents, les mots finissants en -es prononcé [ɜ] ouvert en français parisien sont prononcés avec cet [eə] fermé long en Touraine : tu es se dit [t‿eə], des se dit [deə], les se dit [leə], mes, tes et ses sont prononcés [meə], [teə], [seə]. Le verbe être à la 3e personne du singulier il est peut être rapproché de cette règle puisqu'il est prononcé [i(l)‿eə] en Touraine.
- La terminaison -ez se prononce également avec un [eɘ] fermé long : nez se dit [neɘ], chantez se dit [ʃãteə], assez se dit [aseɘ] etc.
- La terminaison -ège se prononce avec cet [eɘ] fermé long également : cortège se dit [kɔʁteɘʒ], manège est prononcé [maneɘʒ], piège se dira [pjeɘʒ] etc. On peut rattacher à cette règle deux mots finissant en -eige : neige se dit [neɘʒ] et beige, prononcé [beɘʒ].
- On prononce -aie en fin de mot [ej] : je paie devient '[ʒɘ pej], j'essaie devient [ʒ‿essej], la baie est prononcée [la bej], la raie se dit [la ʁej] etc. On peut rattacher à cette règle les terminaisons -aient de l'imparfait et du conditionnel à la troisième personne du pluriel : ils chantaient se dit [i‿ʃãtej], ils avaient est prononcé [i(l)‿avej], etc.
- Ai suivi d'un -s final muet se prononce également [ej] (puisque S se prononce régulièrement [j] en fin de mot, voir section sur la lettre S) : épais se prononce [epej], français se prononce [fʁãsej], mais se dit [mej], biais se dit [bjej] etc. etc.
- Dans la conjugaison des verbes à l'indicatif présent et au subjonctif présent, on peut entendre [œ] ouvert au lieu de [e] (il s'agit d'une influence des parlers orléanais) : je mène se dit [ʒɘ men] mais on peut entendre aussi [ʒɘ mœn], j'achète se dit [ʒ‿aʒet] mais on peut entendre çà et là [ʒ‿aʒɶt] etc.
- les mots comprenant un e bref suivant d'un r et, éventuellement, d'une autre consonne ensuite (comme dans perte, terre, fer, désert, guerre etc.) sont prononcés [æ] (entre è et a, phénomène commun au français québécois et au français acadien) : chercher se prononce [ʃæʁʃe], perdre se prononce [pæʁd(ʁ)], terre se prononce [tæʁ], ouvert est prononcé [ovæʁ] ou [uvæʁ], fer e dit [fæʁ], désert se dit [dezæʁ] etc.
- Les mots en -eil sont régulièrement prononcés [ej] : sommeil se [sumej], abeille se dira [abej], bouteille sera prononcé [botej] ou [butej], merveille est prononcé [mærvej] etc. etc.
- Quelques mots présentent des formes différentes. Le mot chèvre se présente sous sa forme archaïque chièvre (restée plus proche de l'ancien français chievre) dont la prononciation tourangelle la plus courante est [ʃjev(ʁ)] (variante : [ʃjɶv(ʁ)]).

L'è ouvert est cependant conservé dans deux cas dans l'accent tourangeau :
- Les mots finissant en -ès sont prononcés -èy (voir la section sur la lettre S) : abcès est prononcé abcèy, exprès est prononcé esprèy, progrès se dit progrèy, très se dit trèy, près se dira prèy etc.
- Les mots terminés en -êt sont également prononcés -éy : forêt est prononcé forèy, prêt est prononcé prèy, arrêt se dira ârrèy, genêt se prononcera j'nèy etc. etc.

| Forme écrite   | Prononciation tourangelle     |
| -------------- | ----------------------------- |
| j’espère       | [ʒ‿ɜspe]                      |
| très           | [tʁej]                        |
| prêt           | [pʁej]                        |
| prête          | [pʁeɘt]                       |
| madeleine      | [mad(ɘ)len]                   |
| que je craigne | [kɘ ʒ‿kʁeɲ]                   |
| raide          | [ʁed]                         |
| un souhait     | [ɶ̃ su'et]                     |
| conseiller     | [kõseje]                      |
| saisir         | [seɘzi]                       |
| épaisseur      | [epeəsø]                      |
| mauvais        | [movej]                       |
| anniversaire   | [anivæʁse(ʁ)ɘ]                |
| une craie      | [ɶn kreʲ]                     |
| règle          | [ʁeg(l)]                      |
| vertèbre       | [væʁteb(ʁ)]                   |
| cerf           | [sæʁ(f)]                      |
| perdre         | [pæʁd(ʁ)]                     |
| couverture     | [kovæʁty(ʁ)] ou [kuvæʁrty(ʁ)] |

##### Le son É fermé
Ce son ne présente pas de prononciation particulière en Touraine, il est prononcé comme en français parisien. À noter cependant quelques cas particuliers :
- L'é a parfois tendance à être élidé en début de mot à la prononciation : un égrugeoir est parfois prononcé un 'grugeoué, il arrive d'entendre il 'tait (prononcé il 'tétt') pour il était ;
- La terminaison -ée est prononcée -éye : une bouchée est prononcée eune bouchéye, la contrée se dira la contréye, donnée se dit dounée, chantée est prononcé chantéye etc. etc.
- La terminaison -és est prononcée -éy (voir section sur la lettre S) : étés est prononcée étéy, chantés se dira chantéy, parlés se dit pârléy etc. etc. Même remarque pour les morts finissant en -ers : les premiers se dira les premiéy, les pourparlers se dira les porpârléy etc.
- De la même manière, les mots terminés en -et au singulier (et dont le -t est toujours prononcé : un jouet se dira un jouétt', un loquet se dira un loquiétt', voir la section sur les consonnes finales et sur la lettre T) sont prononcés -éy au pluriel : un jouet et des jouets sera prononcé un jouétt é dée jouéy, des poulets sera prononcé dée pouléy etc.
- Le mot quérir, aller chercher, encore très utilisé en Touraine, est généralement prononcé qu'ri comme s'il s'agissait de querir ;
- Un petit nombre de mots en é présente d'autres formes : lézard devient lizard, lécher devient licher, fléau devient flau ou flou et résine devient rousine.

#### I
Ce son ne présente pas de prononciation particulière en Touraine, il est prononcé comme en français parisien. À noter cependant quelques cas particuliers :

## Conjugaison
Le tourangeau n'a pas de différence fondamentale avec la conjugaison française. Cependant, il y a certaines déformations des pronoms personnels : le tourangeau dit je à la place de nous : je sommes, j'avons, j'irons, je nous sommes vus pour nous sommes, nous avons, nous irons et nous nous sommes vus.
Quelques formes verbales diffèrent également du français et sont parfois des restes de l'ancien français. Ainsi, je vais se dit je vas comme dans beaucoup de patois, le verbe s'asseoir connaît de nombreux synonymes comme s'assidre (je m'assids, tu t'assids etc.) ou se sièdre (je me sieds, tu te sieds etc.). Les verbes pondre et répondre se conjuguent comme en ancien français sur le radical (ré)pon- et non (ré)pond- : je réponons pour nous répondons, il ponait (prononcé comme il se doit en tourangeau i ponète) pour il pondait.

### Contractions
| Forme écrite        | Contraction à la prononciation | Explications |
| ------------------- | ------------------------------ | --- |
| je suis             | ch'seu (parfois ch'sé)         | La liaison en -s n'est pas faite en tourangeau à la première personne, on trouve à la place un hyatus. |
| je sommes           | ch'soume                       | L'accent tourangeau prononce -oun- et -oum- la voyelle dans -onn- et -omm-. La liaison en -s n'est pas faite en tourangeau à la première personne, on trouve à la place un hyatus.                                                           |
| je sais ou je sçais | ch'sé                          | La voyelle est brève. Pas de liaison en -s. Le verbe savoir est parfois écrit sçavoir par les auteurs tourangeaux, souvenir de l'ancienne orthographe. L'infinitif est prononcé savouèr, comme tous les verbes en -oir sont prononcés -ouèr. |
| je vas              | J'va                           | Cette forme patoisante de je vais est très commune en Touraine. |
| je crois            | ch'croué ou ch'cré             | Comme pour beaucoup de mots en -oi-, la prononciation tourangelle traditionnelle en -oué est concurrencée par des formes en -é quand elle suit un -r-, on entend à la fois crouére et crére, drouét et dret pour croire et droit.            |

## Nombres
| Forme écrite | Prononciation tourangelle |
| ------------ | ------------------------- |
| un           | un                        |
| deux         | deuy ou deuss'            |
| trois        | trouéy                    |
| quatre       | quat'e                    |
| cinq         | cin(q)                    |
| six          | siy                       |
| sept         | sétt'                     |
| huit         | ouétt'                    |
| neuf         | neu'                      |
| dix          | diy                       |

## Vocabulaire
À c't'heure : maintenant ;
Accoûtrer : habiller ;
Achées : ver de terre ;
Assafre : gourmand ;
Bedou : nombril ;
Bérouette : brouette ;
Birette : œil ;
Blettes (légume) : bettes ;
Ben : bien ;
Bique : chèvre ;
Bobèche/Bobéchon/Caboche : tête ;
Bondon/Boudingue : ventre ;
Bouillet de fleurs : gerbe de fleurs ;
Brindzing : à moitié ivre ;
C'tantôt : cet après-midi ;
C'te : ce ;
Aller au cabinet : aller aux toilettes ;
Cadabre/Carcois : corps ;
Caleuil/Calorgne : œil que louche ;
Calibistri: clitoris ;
Carcouette : nuque ;
Carreaux : vitres ;
Carroi : carrefour ;
Casaquin : boîte crânienne ;
Catacoi : racine des cheveux ;
Causer : parler ;
Chignole : automobile (vulgaire) ;
Courtibaut : dalmatique;
Darrié : derrière ;
Déripé : déraper ;
Didi : doigts chez un enfant ;
Se donner : (n'a pas vraiment d'équivalent en français) ;
Donne moi z'en : donne m'en ;
Droyère : fille ;
Epinoche : matrice ;
Estoumaque : seins ;
Ferdasse : désir de faire quelque chose ;
Fermer la lumière : éteindre la lumière ;
Les foies : foie, cœur et poumons ;
Frette : froid ;
Friper : lécher ;
Fumelle : femme ;
Gamelle : plat ;
Ganivelle : personnage incapable ;
Gâpette : casquette ;
Goule/bobine : visage ;
Guerdine/Quéquette/Pendillouère/Pendilloche : sexe masculin chez le petit garçon ;
Jabotte : cou, gorge, estomac ;
Jacter : parler (péjorativement) ;
Lignou : fil ou frein de la langue ;
Avoir mal au cœur : avoir envie de vomir ;
Mâle : homme ;
Margotte : une pie ;
Marm(i)ot : enfant ;
Mdame : madame ;
Méceyer : molaire (ou grosse dent) ;
Mouflet : enfant (péjoratif) ;
Nouseux : personnage très timide ;
Œillot : œil de petit enfant ;
Les œufs coués : les œufs pourris ;
Oussine : baguette ;
Palette du genou (prononcé j'non) : rotule ;
Parmaindre : rester ;
Pétassant : facile à manier ;
Place : pièce ;
Plons : cils ;
Poile : cheveux rouges ;
Ponette : jeune fille ;
Être prise : être enceinte ;
Ratiboiser : récupérer malhonnêtement ;
Rendre : vomir ;
Être bien rendu : être bien arrivé ;
Avoir du rhume : être enrhumé(e)
Rikiki : les plus petits des doigts des pieds ;
Roueller : rouler très vite ;
Sabiots : sabots ;
Siau : seau ;
Sicasse : ration d’eau de vie ;
Souâmer : se présenter en curieux indiscret ;
Topette ! : à plus tard ;
Se prendre une volée : se prendre une claque.

## Phrases
Ch'sés pâs. = Je ne sais pas.
Ch'sés pus. = Je ne sais plus.
Qu'êque don qu'tu dis ? = Que dis-tu ?
Qu'êque don qu'ça fait ? = Qu'est-ce que ça fait ?
J'vas y'aller. = Je vais y aller.
Ch'peux pâs y'aller. = Je ne peux pas y aller.
Comment qu'î s'appelle ? = Comment s'appelle-t-il ?
Î va t-î ben ? = Comment vas-tu / allez-vous ?